# Lessinghöhe

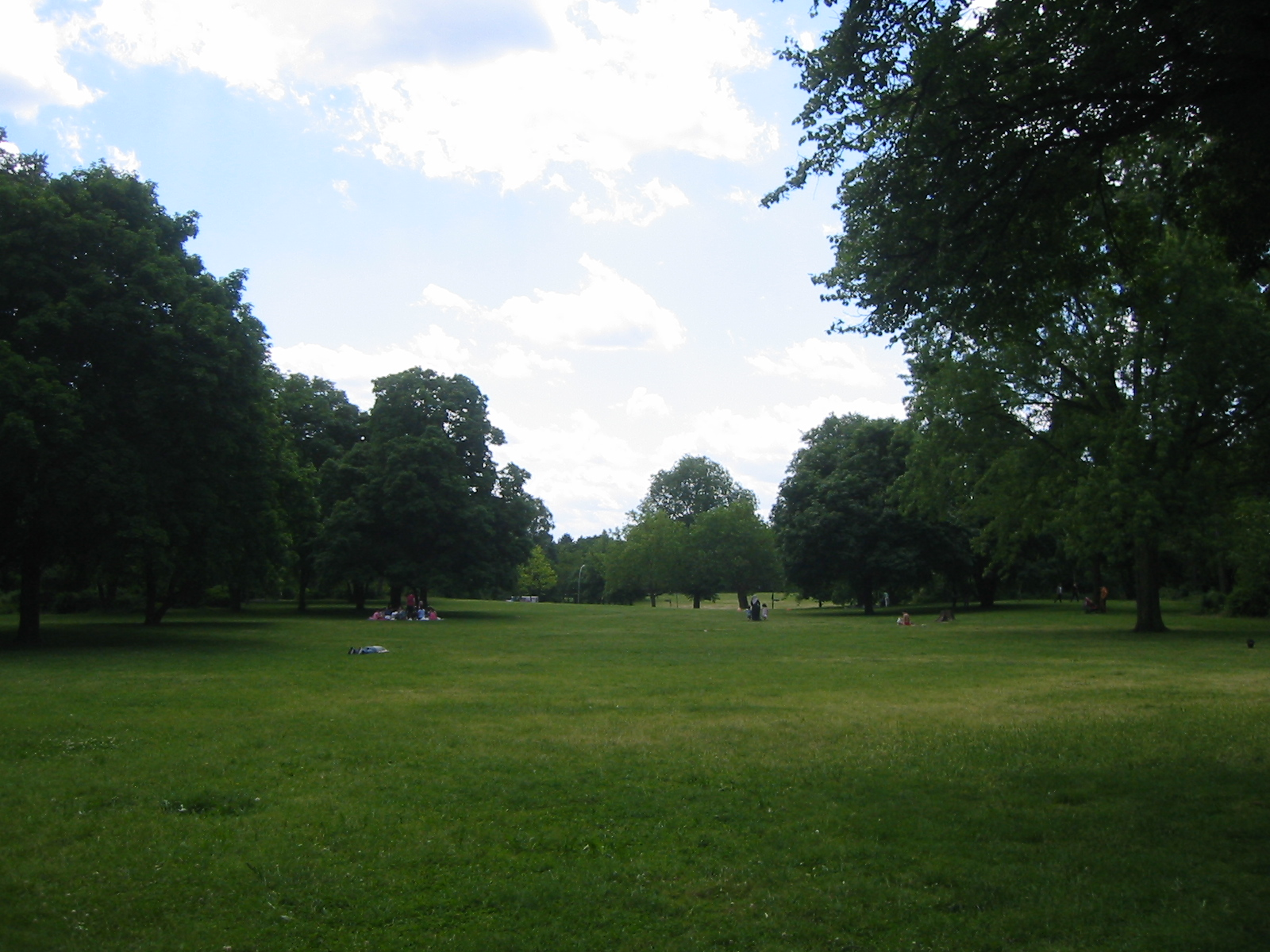
Lessinghöhe in Berlin-Neukölln

Die Lessinghöhe und die Thomashöhe sind Erhebungen auf den Neuköllner Rollbergen. Sie entstanden nach dem Zweiten Weltkrieg als Schuttberge und befinden sich im Berliner Ortsteil Neukölln. Die Hügel wurden begrünt und dabei als Naherholungsgebiete gestaltet.

## Lage
Die Lessinghöhe wird im Norden von der Kienitzer Straße, im Westen von der Morusstraße, im Osten von der Bornsdorfer Straße und im Süden vom Mittelweg begrenzt. Sie bildet eine Parkfläche von rund 210 Metern Länge und 140 Metern Breite. Südlich des Mittelwegs befindet sich die Thomashöhe, die wiederum südlich von der Thomasstraße begrenzt wird. Sie hat eine Fläche von rund 150 Metern Länge und rund 140 Metern Breite.

## Geschichte
Die Neuköllner Rollberge entstanden als Ablagerungen vor rund 20.000 Jahren während der letzten Eiszeit, der Weichsel-Kaltzeit. Die Hügel wurden bis in die Mitte des 18. Jahrhunderts von den Bewohnern Rixdorfs (heute: Neukölln) landwirtschaftlich genutzt. Mit der Industrialisierung verkauften sie die Hügel, aus denen fortan der eiszeitliche Kies und Sand abgebaut wurde. Weite Teile der Rollberge sind so aus dem Landschaftsbild verschwunden und wurden überbaut, beispielsweise durch die nordwestlich gelegene Rollbergsiedlung. Auf dem Gebiet der heutigen Lessinghöhe sowie der Thomashöhe entstanden zu dieser Zeit Kleingartensiedlungen. Diese Flächen wurden nach dem Ende des Zweiten Weltkriegs benötigt, um Trümmer der angrenzenden Häuser aufzuschütten. So entstand in den 1950er Jahren zunächst die Thomashöhe und anschließend die Lessinghöhe, die den jeweiligen Namen der nahe gelegenen Straße aufnehmen.

## Heutige Nutzung

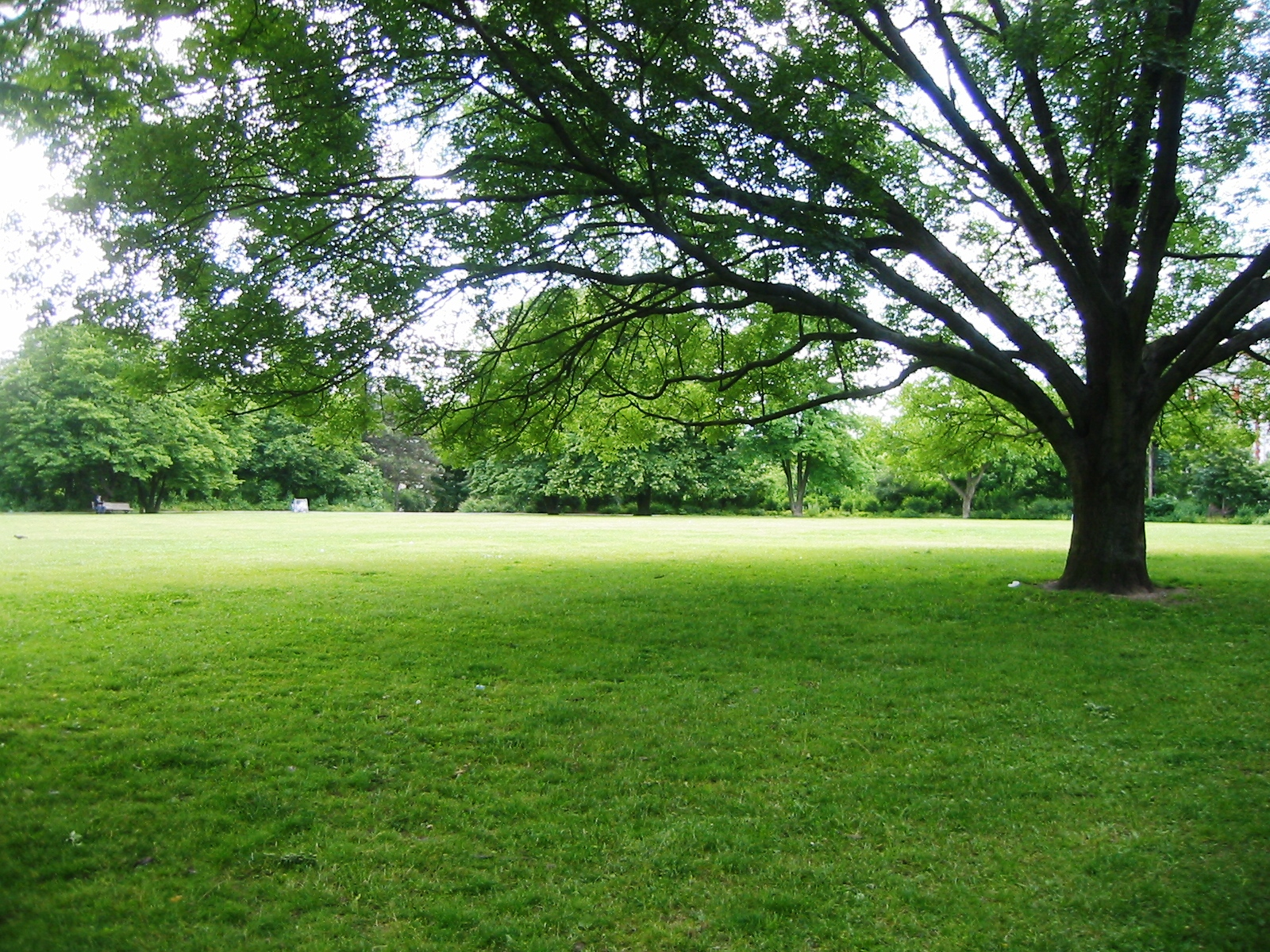
Thomashöhe, ebenfalls in Berlin-Neukölln

In Verbindung mit den umliegenden Kirchhöfen, wie etwa der St.-Michael-Gemeinde im Osten, der südlich angrenzenden Thomashöhe sowie dem hieran wiederum angrenzenden Körnerpark (ebenfalls eine ehemalige Kiesgrube) entstand im dicht besiedelten Stadtgebiet eine große Grünfläche. Die Anhöhen selbst werden heute als Parks genutzt, die vom Bezirksamt Neukölln neben dem Volkspark Hasenheide im Zuständigkeitsbereich Grünanlagen Nord geführt werden.
Im Park der Lessinghöhe befindet sich das Kinder- und Jugendzentrum Lessinghöhe. Mit Hilfe eines Quartiersmanagements gelang es 2001, die Sport- und Bolzplätze umfangreich zu sanieren. Hierfür wurden rund 245.000 Euro aufgewendet. Am Spielplatz an der Thomasstraße befindet sich darüber hinaus ein Kunstwerk von Günther Ohlwein mit dem Titel Spielskulptur aus dem Jahr 1973.
Die Thomashöhe war 2007 Schauplatz eines Verbrechens, bei dem eine junge Frau in einem Koffer verbrannt wurde. Der mutmaßliche Täter wurde im darauffolgenden Jahr aus Mangel an Beweisen freigesprochen, sodass der Fall nie ganz aufgeklärt werden konnte.